# Долото шарошечное
Долото́ шаро́шечное (англ. roller cone bit) — разновидность бурового оборудования, породоразрушающий дробящий, дробяще-скалывающий инструмент карьерных станков вращательного бурения, с вооружением шарошки в виде фрезерованных на ней зубьев различной длины и конфигурации или впрессованных на неё штырей из твёрдого сплава — карбида вольфрама, применяемый для механического разрушения горной породы от мягкой до очень твёрдой в процессе бурения скважины. 

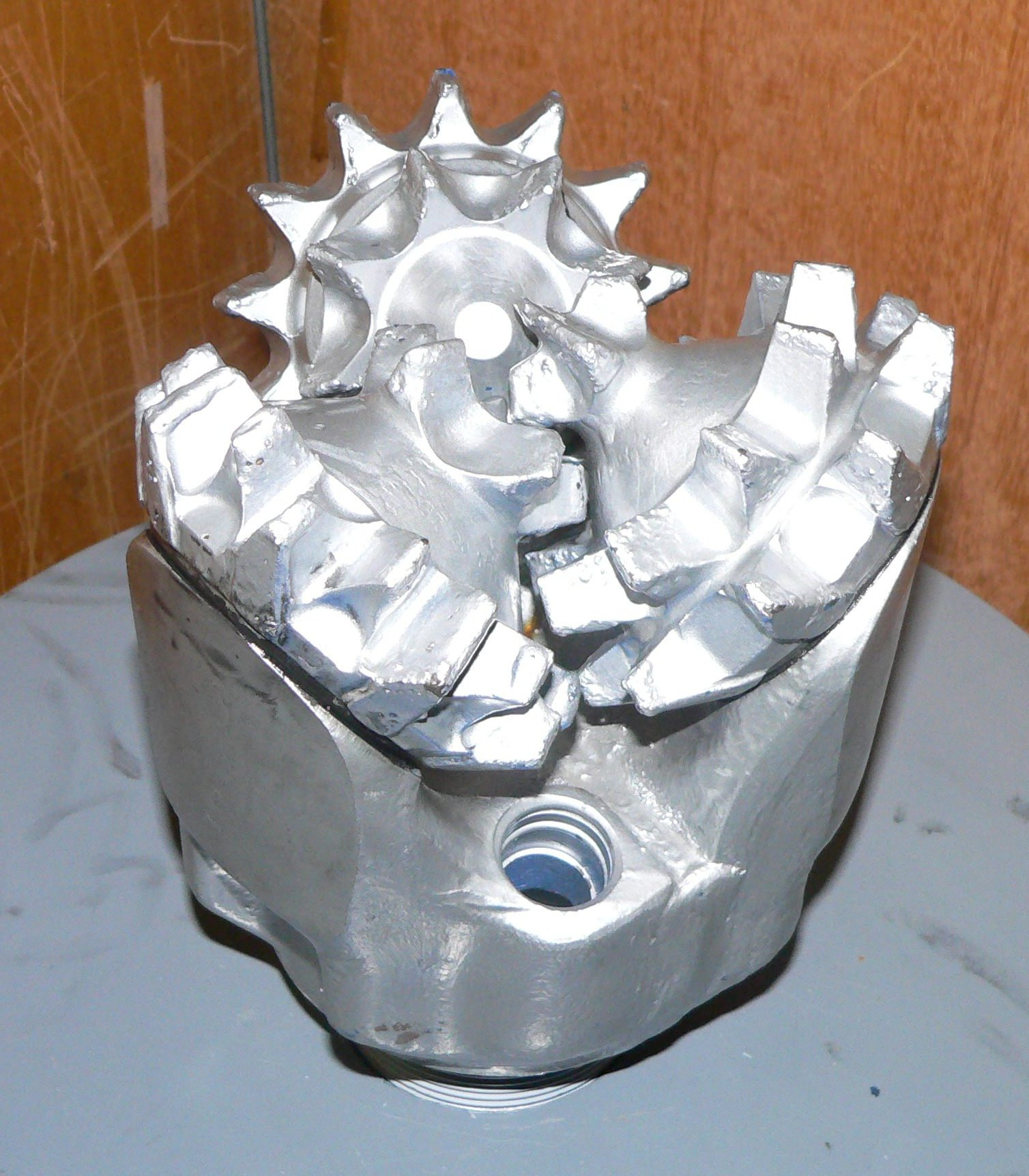

## Особенности конструкций шарошечного долота
Основными конструктивными особенностями долота шарошечного каждого типоразмера являются конструкция шарошек, схема опор, промывочные устройства, наплавка зубьев твёрдым сплавом и оснащение шарошек твёрдосплавными зубками. Тип долота шарошечного определяется расположением шарошек и оснащением их зубьями.
Шарошки могут быть трёх-, двух- и одноконусными. Долота с двух- и трёхконусными шарошками выполняются самоочищающимися, т.е. зубчатые венцы одной шарошки входят в проточки между зубчатыми венцами других шарошек, благодаря чему происходит более эффективное самоочищение шарошек от выбуренной породы. Это положительно сказывается на показателях работы долота. Такие шарошки имеют больший объём по сравнению с одноконусными, что позволяет разместить в них более мощную опору. Долота шарошечные выпускают в основном с многоконусными шарошками. Вершины конусов удалены за ось долота, что позволяет увеличить размеры опор шарошек.

## Характеристики шарошечных долот
- Частота вращения — до 250 об/мин.
- Количество шарошек — до 6 шт.

## Применение
Шарошечные долота применяются при бурении нефтяных, газовых и взрывных скважин.

## Рабочие инструменты
Рабочими инструментами шарошечных долот являются:
- шарошки;
- подшипники;
- секции (лапы);
- зубья.

## Классификация
По конструкции шарошечные долота делят на:
- секционные;
- корпусные.

По принципу воздействия на горную породу шарошечные долота делят на:
- дробящие;
- дробящее — скалывающие.